# Laurence Tubiana

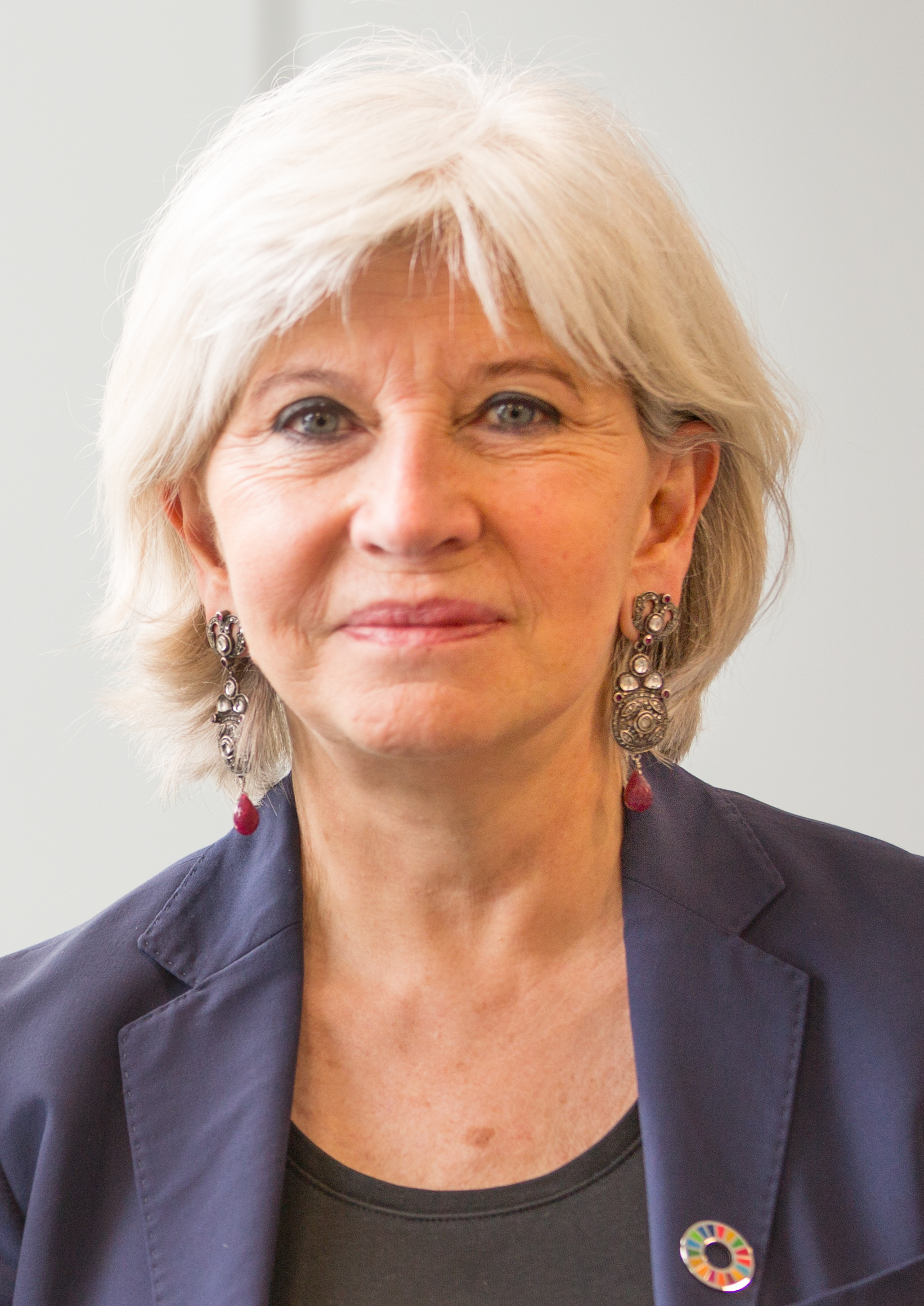
Laurence Tubiana

Laurence Tubiana (Oran, 5 juli 1951) is een Franse economiste, academica en diplomaat. Ze was een onderhandelaar tijdens de COP21 Klimaatconferentie van Parijs in 2015 als ambassadrice van de Franse minister van Buitenlandse Zaken. Ze vervulde een belangrijke rol in het bereiken van het Klimaatakkoord van Parijs. Na COP21 werd ze benoemd tot High Level Champion voor klimaatactie.
Sinds 2017 leidt ze de European Climate Foundation (ECF). Daarnaast is ze voorzitter van de raad van bestuur van de Agence française de développement (AFD) en professor op Science Po in Parijs.

## Biografie
Tubiana werd geboren in de Algerijnse stad Oran. Toen Algerije in 1962 onafhankelijk werd, vertrok Tubiana's familie naar Frankrijk. Ze studeerde politieke wetenschappen en economie aan het Institut d'études politiques de Paris. Van 1997 tot 2002 werkte zij als milieu-adviseur voor de Franse premier Lionel Jospin. Van 2009 tot 2010 richtte ze het Directoraat voor Globale Publieke Goederen op bij het Franse Ministerie van Buitenlandse Zaken. In 2002 richtte ze het Instituut voor Duurzame ontwikkeling en Internationale Betrekkingen (IDDRI) op. Dit leidde ze tot 2014. Ze heeft diverse academische functies bekleed op onder andere Sciences Po en de Universiteit van Columbia. Ze was lid van talrijke besturen en wetenschappelijke commissies, waaronder de Chinese Commissie voor Milieu en Internationale Ontwikkeling (CCICED).
- Bibliothèque nationale de France: cb122625199 (data)
- Gemeinsame Normdatei: 170386589
- International Standard Name Identifier: 0000 0000 5337 3012
- Library of Congress Control Number: nr2003012711
- Nationale Bibliotheek van Israël: 987007381423505171
- Nederlandse Thesaurus van Auteursnamen: 297082809
- Système universitaire de documentation: 031404669
- Virtual International Authority File: 61604153
- WorldCat: E39PBJbH48RrKYKkbGgRmkwpyd